# Atlides halesus
Atlides halesus is een vlinder uit de familie van de Lycaenidae. De wetenschappelijke naam van de soort werd als Papilio halesus in 1777 gepubliceerd door Pieter Cramer.

## Synoniemen
- Thecla cynara Godman & Salvin, 1887